# Georg Oswald May
Georg Oswald May (* 24. Januar 1738 in Offenbach am Main; † 12. Juli 1816 in Frankfurt am Main) war ein deutscher Maler, der besonders als Porträtmaler bekannt ist.

## Leben und Wirken
Der Sohn des Seidenstrumpfwebers Johann Georg May und dessen Ehefrau Anna Maria, geb. Geißer, begann 1759 mit dem Malerstudium in Offenbach, laut Meusel „bey einem geringen Maler“. Er bildete sich dann in den Galerien in Mannheim und Düsseldorf weiter und kopierte zu dieser Zeit besonders die Werke berühmter Malerpersönlichkeiten wie Rubens und van Dyck.
May, der in Öl und Pastell malte, erwarb sich einen guten Ruf als Porträtmaler. Er war in Offenbach, Ansbach, Bayreuth, Weimar, Würzburg und Greiz tätig. Außer bedeutenden bürgerlichen Persönlichkeiten ließen sich viele Adelige von ihm malen, darunter in Ganzfigur der letzte Markgraf von Ansbach Karl Alexander und dessen Gattin.
1779 porträtierte er zweimal Johann Wolfgang Goethe, nachdem er zuvor, 1776, bereits ein Porträt von dessen Mutter, Catharina Elisabeth Goethe, gefertigt hatte. Der größte Teil seiner zahlreichen, meist nicht signierten Werke ist verschollen. Außer als Porträtmaler ist er als Schöpfer der Altargemälde in der Wallfahrtskirche Mariä Himmelfahrt in Oggersheim bekannt. Sie
zeigen die Almosenspende der hl. Elisabeth und St. Joseph mit dem Jesusknaben.
1783 heiratete er Antoinette Elisabeth André (1745–1815), Tochter des Offenbacher Seidenfabrikanten Marc André. May lebte bis 1815 in Offenbach und zog nach dem Tod seiner Frau zu seinem Schwiegersohn nach Frankfurt am Main. In Offenbach ist der Georg-Oswald-May-Weg nach ihm benannt.

## Werke
- Zwei Bildnisse Goethes (1779)

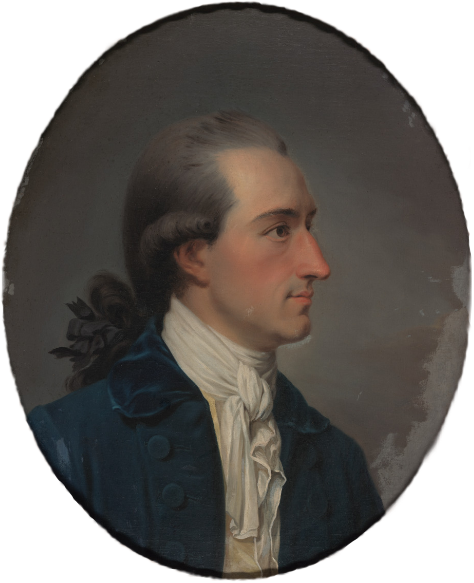
Johann Wolfgang Goethe auf einem Ölgemälde von Georg Oswald May, 1779

- Pastellbild von Goethes Mutter Catharina Elisabeth Goethe, 1776
- Bildnis des Christoph Martin Wieland
- Bildnis des Gotthold Ephraim Lessing (um 1767, zugeschrieben)
- Bildnis von Johann Peter Uz
- Bildnis von Sophie von La Roche (1776, Kopie von 1798)
- Bildnis des Dietrich Ernst von Spiegel (um 1763)
- Bildnis des Fürsten Wolfgang Ernst II. von Isenburg und seiner Gemahlin Charlotte Ernestine von Anhalt-Schaumburg